# Big Rock, Illinois
Big Rock är en ort i Kane County i delstaten Illinois i USA.